# 경평 (연호)
경평(景平, 423년 ~ 424년 8월)은 유송(劉宋) 소제(少帝) 영양왕(營陽王) 유의부(劉義符)의 연호이다. 1년 7개월 동안 사용하였다. 424년 7월, 소제는 폐위되고 동생 유의륭(劉義隆)이 8월에 즉위하여 개원하였다.

## 개원
- 영초(永初) 4년 1월 1일[1](423년 1월 28일)에 연호를 경평(景平)으로 개원함.[2][3][4][5]

- 경평(景平) 2년 8월 9일[6](424년 9월 17일)에 연호를 원가(元嘉)로 개원함.[7][8][9][5]

## 연대 대조표
| 경평        | 원년            | 2년             |
| 서기        | 423년           | 424년           |
| 간지        | 계해(癸亥)      | 갑자(甲子)      |
| 서진 (西秦) | 건홍(建弘) 4년  | 5년             |
| 북량 (北凉) | 현시(玄始) 12년 | 13년            |
| 북하 (北夏) | 진흥(眞興) 5년  | 6년             |
| 북연 (北燕) | 태평(太平) 15년 | 16년            |
| 북위 (北魏) | 태상(泰常) 8년  | 시광(始光) 원년 |

## 동시대 연호

### 중국
서진(西秦)
- 건홍(建弘) (420년 ~ 428년)

북량(北凉)
- 현시(玄始) (412년 ~ 428년)

북하(北夏)
- 진흥(眞興) (419년 ~ 425년)

북연(北燕)
- 태평(太平) (409년 ~ 430년)

북위(北魏)
- 태상(泰常) (416년 ~ 423년)
- 시광(始光) (424년 ~ 428년)

## 같이 보기
- 중국의 연호 목록